# 1960年夏季残疾人奥林匹克运动会挪威代表团
1960年夏季残疾人奥林匹克运动会挪威代表团是挪威派出的1960年夏季残疾人奥林匹克运动会代表团。获得9枚金牌、3枚银牌和4枚铜牌。